# HMS Lion (1910)
HMS Lion – brytyjski krążownik liniowy z okresu I wojny światowej, pierwszy okręt typu Lion. Zwodowany w 1910 roku, dwa lata później wszedł do służby w Royal Navy. „Lion” wraz z kolejnymi jednostkami typu: „Princess Royal” i „Queen Mary” oraz zbliżonym „Tigerem” nazywane były w Wielkiej Brytanii popularnym mianem Splendid Cats („Wspaniałe koty”).
Po wejściu do służby krążownik został okrętem flagowym admirała Davida Beatty'ego i w tym charakterze wziął udział w bitwach koło Helgolandu w 1914 roku, na Dogger Bank w roku 1915 i bitwie jutlandzkiej w 1916 roku. Poważnie uszkodzony w dwóch ostatnich starciach, szczęśliwie uniknął zniszczenia i w listopadzie 1918 roku wchodził w skład zespołu Grand Fleet przyjmującego płynące na internowanie okręty Hochseeflotte.
W wyniku ustaleń traktatu waszyngtońskiego został wycofany ze służby w 1922 roku i złomowany w dwa lata później.

## Projektowanie i budowa
Budowa „Liona” została sfinansowana z programu rozbudowy floty na lata 1909–1910, pierwszego zakrojonego na szerszą skalę po ograniczeniach budżetowych z lat wcześniejszych. Tym razem zaplanowano budowę trzech drednotów i jednego krążownika liniowego, a w odpowiedzi na naciski opinii publicznej zaakceptowano dodatkowo kolejne trzy pancerniki oraz drugi krążownik liniowy typu Lion, późniejszą „Princess Royal”. Według koncepcji ówczesnego Pierwszego Lorda Morskiego Admiralicji, admirała Johna Fishera, twórcy i promotora idei krążowników liniowych, typ Lion miał stanowić szybki odpowiednik powstających równolegle pancerników typu Orion i być uzbrojony w identyczne działa kalibru 343 mm (13,5 cala). Przekonany o konieczności posiadania przez Royal Navy jak najszybszych okrętów (nawet jeżeli szybkość miała zostać uzyskana kosztem niemal całkowitej redukcji opancerzenia), lord Fisher postulował nawet budowę wszystkich ośmiu okrętów liniowych programu 1909–1910 jako krążowników typu Lion. Pozostali członkowie Admiralicji sprzeciwili się temu, wskazując na fakt, że najbardziej prawdopodobny przyszły przeciwnik marynarki brytyjskiej, Kaiserliche Marine, wzmacniana jest przede wszystkim drednotami, a krążowniki liniowe są tam jedynie uzupełnieniem floty.
Ostateczny projekt nowych krążowników liniowych został zaakceptowany przez Admiralicję 18 sierpnia 1909 roku. Stępkę pod przyszłego „Liona” położono w stoczni Admiralicji w Devonport 29 września (według niektórych źródeł listopada) 1909 roku, wodowanie odbyło się 6 sierpnia 1910 roku. Był to 17 okręt tej nazwy w historii Royal Navy. Podczas prób eksploatacyjnych okrętu okazało się, że usytuowanie przedniego masztu za pierwszym kominem, ze względu na wpływ gorących (do 550 °C) spalin, uniemożliwiało prawidłową obsługę umieszczonych tam urządzeń. W związku z tym opóźniono wejście krążownika do służby do czasu zastąpienia dotychczasowego trójnożnego masztu palowym, umieszczonym przed kominem (który został nieco cofnięty) i wymuszonych tym zmian konstrukcyjnych nadbudówki dziobowej. Ostatecznie budowę ukończono w maju 1912 roku, zaś wejście okrętu do służby nastąpiło 4 czerwca 1912 roku.
Koszty budowy, bez uzbrojenia, wyniosły 1 965 699 funtów, koszt uzbrojenia to dodatkowo 118 300 funtów.

## Opis konstrukcji
Długość całkowita „Liona” wynosiła 213,4 m (201,2 m między pionami, 212,9 m na konstrukcyjnej linii wodnej), szerokość 27 m, projektowaną wyporność konstrukcyjną 26 350 ton angielskich (ts), zaś pełną 31 244 ts. Rzeczywiste wartości wyporności po ukończeniu budowy wynosiły odpowiednio 26 270 ts i 30 820 ts. Średnie zanurzenie okrętu przy wyporności konstrukcyjnej wynosiło 8,1 m.
Krążownik był napędzany dwoma podwójnymi zespołami turbin parowych systemu Parsonsa o łącznej projektowanej mocy 70 000 shp, co miało zapewniać prędkość 28 węzłów. Na próbach na mili pomiarowej Polperro „Lion” osiągnął 76 120 shp i 27,62 węzła. Parę do turbin dostarczały 42 kotły wodnorurkowe typu Yarrow, rozmieszczone po sześć w siedmiu kotłowniach, z których część została przystosowana do opalania paliwem płynnym, pozostałe były opalane węglem. Krążownik był wyposażony w dwa równoległe stery. Maksymalny zapas paliwa wynosił 3500 ton węgla i 1135 ton paliwa płynnego, co zapewniało zasięg 4935 mil morskich przy prędkości 16 węzłów.
Artylerię głównego kalibru krążownika stanowiło osiem dział BL L/45 Mk V kalibru 343 mm, rozmieszczonych w czterech pancernych wieżach artyleryjskich. Dwie wieże znajdowały się na dziobie okrętu (A i B), w superpozycji, jedna na śródokręciu pomiędzy drugim a ostatnim kominem (Q) i jedna na rufie (X). Działa dla „Liona” wyprodukował koncern Armstronga. Zapas amunicji kalibru 343 mm wynosił według etatów pokojowych 80 pocisków na działo, w czasie wojny został zwiększony do 110 sztuk na lufę. Artylerię średniego kalibru tworzyło 16 dział BL L/50 Mk VII kal. 102 mm umieszczonych w kazamatach, z których 12 mogło strzelać w kierunku dziobu, a cztery w kierunku rufy. Etatowy zapas amunicji wynosił po 150 sztuk na działo. Krążownik miał również dwie podwodne wyrzutnie torped kal. 533 mm, po jednej na każdej burcie przed pierwszą wieżą artyleryjską. Zapas torped wynosił 14 sztuk. Już po rozpoczęciu wojny zainstalowano na jednostce uzbrojenie przeciwlotnicze. Początkowo były to pojedyncze działa systemu Hotchkissa kal. 57 mm, później krążownik został uzbrojony w dwa działa kal. 76 mm. Jednocześnie zdemontowano jedno z dział kal. 102 mm z kazamaty, które zostało ustawione jako przeciwlotnicze na bliźniaczej „Princess Royal”.
Do kierowania ogniem wykorzystywano dane uzyskiwane przez centralny dalmierz Barr & Stroud o bazie 2,75 m (9 stóp), przeliczane przez kalkulator artyleryjski Dreyer Table Mk III. Później, już podczas trwania działań wojennych, wieże artyleryjskie B i X otrzymały indywidualne dalmierze 9-stopowe oraz dodatkowe wyposażenie, dzięki któremu mogły w razie potrzeby spełniać rolę dodatkowych stanowisk kierowania ogniem.

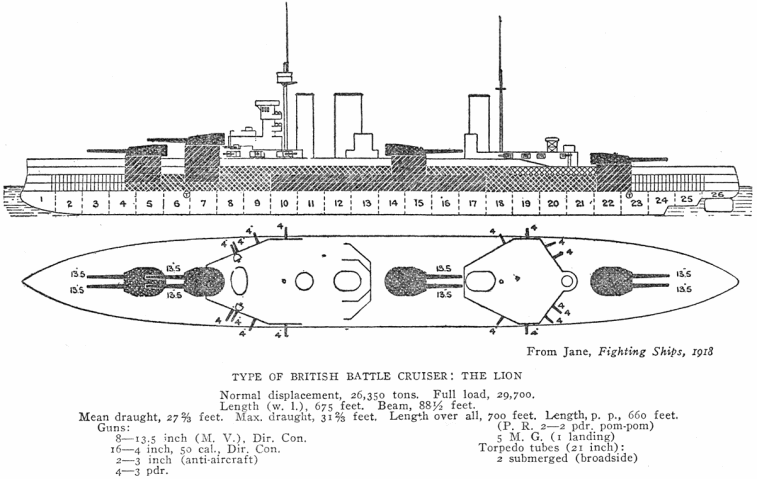
Schemat opancerzenia według Jane's Fighting Ships 1919

Krążownik był chroniony pancerzem burtowym, składającym się z głównego pasa pancernego o grubościach: 229 mm na śródokręciu, 127 do 152 mm na wysokości wież artyleryjskich i 102 mm w rejonie dziobu i rufy oraz pasa górnego o grubościach odpowiednio 152, 127 i 102 mm. Pancerz burtowy chronił kadłub na długości 174 metrów. Opancerzenie poziome krążownika tworzyły dwa pokłady pancerne: górny i dolny, o łącznej maksymalnej grubości od 51 do 64 mm. Główne stanowisko dowodzenia ulokowane w nadbudówce dziobowej było chronione pancerzem o grubości do 254 mm. Wieże artyleryjskie były osłonięte pancerzem o maksymalnej grubości 229 mm w części czołowej i osadzone na pancernych barbetach o grubości do 229 mm.
W czasie wojny, podobnie jak inne krążowniki liniowe Royal Navy, także „Lion” otrzymał na wieżach artylerii głównej Q i X platformy startowe i brezentowe hangary dla samolotów Sopwith Pup, Sopwith 1½ Strutter lub Sopwith Camel.
Według projektu załoga okrętu miała liczyć 997 oficerów i marynarzy, w warunkach wojennych wzrosła do około 1000 osób w 1915 roku, zaś podczas bitwy jutlandzkiej rok później liczyła 1264 ludzi.

## Służba operacyjna
Pierwszym dowódcą okrętu został w listopadzie 1911 roku komandor Arthur A.M. Duff. Po wejściu do linii „Lion” został okrętem flagowym dowódcy 1. Eskadry Krążowników, kontradmirała Lewisa Bayly'ego. Na początku 1913 roku nastąpiła reorganizacja eskadry, przemianowanej na 1. Eskadrę Krążowników Liniowych (ang.: 1st Battlecruiser Squadron). Od marca jej dowództwo objął kontradmirał David Beatty, zaś stanowisko dowódcy okrętu jego zaufany oficer, komandor Alfred Ernle M. Chatfield. Od tej pory aż do zakończenia I wojny światowej „Lion” był okrętem flagowym zespołów krążowników liniowych Grand Fleet.
Zgrabna, bojowa sylwetka, wielkość, silne uzbrojenie i znakomite (a dodatkowo wyolbrzymiane przez prasę brytyjską) osiągi spowodowały, że do okrętów typu Lion („Lion”, „Princess Royal” i zbudowana według nieco zmodyfikowanego projektu „Queen Mary”) oraz podobnego „Tigera” przylgnęło popularne miano Splendid Cats („Wspaniałe koty”).
W lutym 1914 roku okręty 1. Eskadry Krążowników Liniowych dowodzone przez admirała Beatty'ego, z „Lionem” jako flagowym, odbyły oficjalną wizytę we francuskim Breście, w czerwcu wpłynęły na Bałtyk, wizytując rosyjskie porty w Rydze i Rewlu, 23 czerwca zawijając do głównej bazy w Kronsztadzie. Pokład „Liona” zaszczycił swą obecnością car Mikołaj II Romanow. 28 czerwca, po otrzymaniu wiadomości o zamachu w Sarajewie, Eskadra opuściła Rosję, ostatniego dnia miesiąca przybywając na wody macierzyste.

### Bitwa koło Helgolandu
Pierwszym starciem zbrojnym z udziałem jednostek 1. Eskadry Krążowników Liniowych była bitwa koło Helgolandu stoczona 28 sierpnia 1914 roku. Okręty Davida Beatty'ego stanowiły według planu odwód sił lekkich operujących przeciwko flocie niemieckiej w Zatoce Helgolandzkiej. Wobec niekorzystnie rozwijającej się sytuacji podczas pierwszej fazy bitwy, gdy zespół Harwich Force komodora Reginalda Tyrwhitta znalazł się pod presją przeważających sił Kaiserliche Marine, brytyjski dowódca zażądał od admirała Beatty'ego natychmiastowego wsparcia. Jego krążowniki liniowe weszły do akcji nie mając równorzędnych przeciwników, toteż szybko rozstrzygnęły losy starcia, zatapiając ogniem artyleryjskim dwa niemieckie krążowniki lekkie. Natychmiast po tym, gdy reszta okrętów niemieckich skryła się we mgle, admirał Beatty dał rozkaz powrotu, obawiając się możliwej interwencji ciężkich okrętów Hochseeflotte, stacjonujących na pobliskich kotwicowiskach.
Bitwa zakończyła się zdecydowanym zwycięstwem Royal Navy. Brytyjczycy stracili jedynie 35 zabitych i mieli poważnie uszkodzony jeden krążownik lekki, podczas gdy straty wśród Niemców wyniosły 712 zabitych i 336 wziętych do niewoli marynarzy oraz trzy zatopione krążowniki i niszczyciel. „Lion” przewodził szykowi okrętów brytyjskich i to jego artylerzyści w największej mierze przyczynili się do zwycięstwa, w ciągu kilku minut wyłączając z bitwy okręt flagowy kontradmirała Leberechta Maassa, krążownik lekki „Cöln” i mając główny udział w zatopieniu „Ariadne”. Podczas odwrotu okręt znalazł się znów w pobliżu unieruchomionego „Cölna” i admirał Beatty wydał komandorowi Chatfieldowi rozkaz zniszczenia okrętu przeciwnika, który po dwóch salwach ciężkiej artylerii poszedł ostatecznie na dno.

### Działania przeciwko niemieckim atakom na wybrzeża Anglii
Po bitwie koło Helgolandu niemieckie dowództwo i cesarz Wilhelm II, uznając przewagę Royal Navy w bezpośrednim starciu, zdecydowali się ograniczyć działania ciężkich okrętów Hochseeflotte. Nowa taktyka miała polegać na przeprowadzaniu niespodziewanych uderzeń, zaś w przypadku kontrakcji wycofaniu się poza linię własnych pól minowych i pod osłonę artylerii sił głównych, oczekujących w zasadzce w pobliżu własnych wybrzeży. Pierwszy atak, przeprowadzony przez krążowniki 1. Grupy Rozpoznawczej kontradmirała Franza von Hippera 3 listopada 1914 roku na miasto Great Yarmouth na wschodnim wybrzeżu Anglii, zakończył się niewielkim sukcesem: lekkie okręty postawiły miny w pobliżu toru wodnego (zatonął na nich brytyjski okręt podwodny), zaś krążowniki liniowe próbowały ostrzelać miasto, lecz na skutek zdecydowanej postawy patrolujących okoliczne wody niszczycieli Royal Navy, nie wyrządziły większych szkód. Jednak sam fakt niemal bezkarnego operowania na wewnętrznych wodach brytyjskich zachęcił niemieckie dowództwo do planowania dalszych tego typu operacji.
Kolejna niemiecka akcja nastąpiła w sześć tygodni później, z 15 na 16 grudnia 1914 roku. Tym razem dowodzący Hochseeflotte admirał Friedrich von Ingenohl wybrał za cele Scarborough i Hartlepool. Atak ponownie miały przeprowadzić okręty kontradmirała Hippera, zaś główne siły niemieckiej marynarki miały je osłaniać z pozycji na Dogger Bank. Jednak w tym przypadku, dzięki przechwyceniu i rozszyfrowaniu niemieckiej korespondencji radiowej, Brytyjczycy wiedzieli o planowanym rajdzie (chociaż nie zdawali sobie sprawy z wyjścia w morze całości Hochseeflotte). Admiralicja zdecydowała się wysłać przeciwko niemieckim okrętom 1. Eskadrę Krążowników Liniowych admirała Beatty'ego, osłanianą przez 2. Eskadrę Krążowników Lekkich komodora Williama Goodenougha, 2. Eskadrę Pancerników wiceadmirała George'a Warrendera i siły lekkie: Harwich Force komodora Tyrwhitta i okręty podwodne komodora Rogera Keyesa.
Obydwie floty znalazły się 16 grudnia w niewielkiej odległości od siebie, jednak zła widoczność spowodowała, że do starcia nie doszło. Brytyjskie niszczyciele, osłaniające pancerniki admirała Warrendera nawiązały kontakt wzrokowy z patrolującymi obszar Morza Północnego niszczycielami Hochseeflotte, ale admirał von Ingenohl, obawiając się, że za nimi nadciąga cała Grand Fleet, zdecydował się na przedwczesny odwrót. Pozostawił tym samym bez osłony grupę admirała Hippera, narażoną na atak brytyjskich krążowników liniowych. Krążowniki lekkie komodora Goodenougha wykryły zespół niemiecki, jednak w wyniku błędnego odczytania rozkazu admirała Beatty'ego zerwały kontakt wzrokowy i wycofały się, umożliwiając okrętom niemieckim bezpieczny powrót do bazy. David Beatty oskarżał później komodora o zbyt ścisłe trzymanie się litery rozkazów, lecz najprawdopodobniej całe nieporozumienie spowodował oficer sygnałowy na flagowym „Lionie”, źle formułując przekaz kodu flagowego dla eskadry krążowników lekkich.

### Bitwa na Dogger Bank

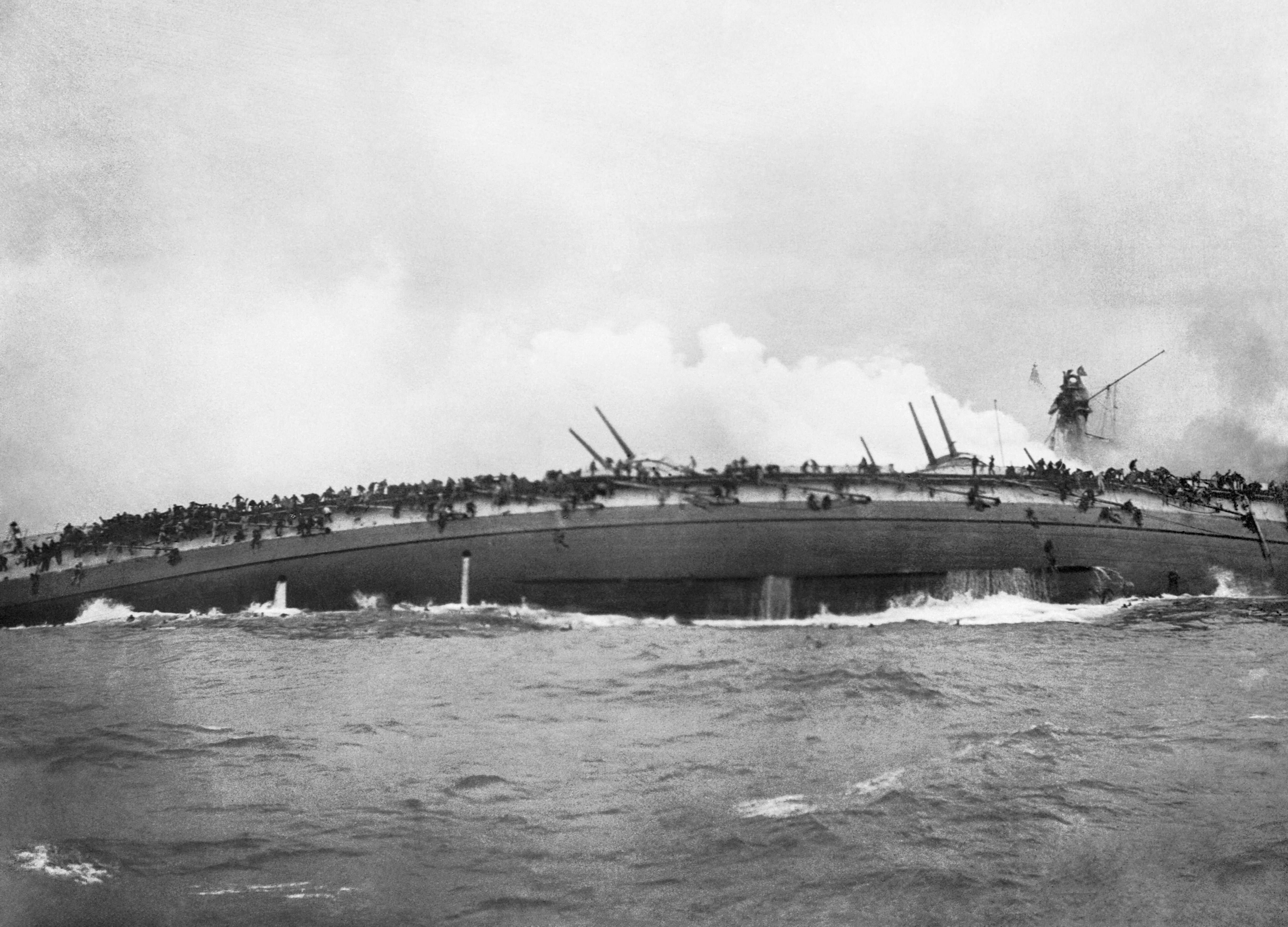
Tonący krążownik pancerny „Blücher”

W styczniu 1915 roku niemieckie dowództwo postanowiło zaatakować okręty brytyjskie patrolujące rejon Dogger Bank. Admirał von Ingenohl powierzył to zadanie 1. Grupie Rozpoznawczej kontradmirała Hippera, wzmocnionej czterema krążownikami lekkimi 2. Grupy Rozpoznawczej i 18 niszczycielami osłony. Eskadra niemiecka opuściła kotwicowisko 23 stycznia. Obok krążowników liniowych („Seydlitz”, „Derfflinger” i „Moltke”) znalazł się w niej krążownik pancerny „Blücher”, wolniejszy i słabiej uzbrojony od pozostałych okrętów. Miały one zaatakować brytyjskie trawlery, łowiące ryby w rejonie ławicy oraz ich ewentualną eskortę.
Dzięki wykryciu i rozszyfrowaniu niemieckich sygnałów radiowych brytyjska Admiralicja miała rozeznanie w planie działania i ruchach okrętów admirała Hippera. Przeciwko nim zostały wysłane krążowniki liniowe 1. i 2. Eskadry Krążowników Liniowych dowodzone przez admirała Beatty'ego, 2. Eskadra Krążowników Lekkich komodora Goodenougha oraz okręty Harwich Force komodora Tyrwhitta. Ogółem dysponowali oni pięcioma krążownikami liniowymi („Lion”, „Tiger”, „Princess Royal”, „New Zealand”, „Indomitable”), siedmioma krążownikami lekkimi i 35 niszczycielami.
Okręty obydwu stron nawiązały kontakt wzrokowy o godzinie 7.14 rano 24 stycznia 1915 roku. Brytyjskie krążowniki liniowe otworzyły ogień o 9.05, jako pierwszy cel obierając pozostającego w tyle za resztą eskadry niemieckiej „Blüchera”. W wyniku skoncentrowanego ognia krążownik pancerny zatonął o 12.13 wraz z 792 członkami załogi. Skupienie się Brytyjczyków na zniszczeniu najsłabszego z niemieckich okrętów pozwoliło pozostałym oderwać się od przeciwnika. Poważnie uszkodzony został „Seydlitz”, ponadto trafione zostały „Derfflinger” oraz lekki krążownik „Kolberg”. Po stronie brytyjskiej poważne uszkodzenia odniósł „Lion” i jeden z niszczycieli, lżejsze „Tiger”.
„Lion” jako okręt flagowy prowadził w bitwie brytyjską formację, oddając jako pierwszy strzały do najwolniejszego w szyku niemieckim „Blüchera” i już w pierwszych salwach uzyskując pojedyncze trafienia. Po raz kolejny szwankowała sygnalizacja, rozkaz informujący o podziale celów pomiędzy poszczególne okrętu został podany nieprecyzyjnie, co spowodowało zamieszanie wśród artylerzystów brytyjskich i zmniejszenie skuteczności ich ognia. Co prawda „Lion” uzyskał wkrótce trafienie na „Seydlitzu”, które zniszczyło obie rufowe wieże artyleryjskie i spowodowało zmniejszenie prędkości do 11 węzłów, ale sam stał się celem dla wszystkich niemieckich krążowników liniowych. W czasie całej bitwy otrzymał 16 trafień ciężkimi pociskami krążowników liniowych i jednym z „Blüchera”, które wywołały poważne uszkodzenia, w tym urządzeń napędowych i w konsekwencji pozbawienie jednostki energii elektrycznej, co ostatecznie wyłączyło okręt z bitwy i uniemożliwiło admirałowi Beatty'emu dowodzenie z jego pokładu. Aby skutecznie dowodzić formacją przeniósł się na „Princess Royal”, ale wcześniejsze nieporozumienia pozwoliły reszcie niemieckiego zespołu uciec, pozostawiając na łasce Brytyjczyków jedynie unieruchomionego „Blüchera”. Po jego zatopieniu, w drodze powrotnej do bazy „Lion”, wśród którego załogi było 17 rannych (według innych źródeł jeden zabity i 20 rannych), był holowany przez „Indomitable”.
Naprawy uszkodzeń odniesionych w bitwie trwały do 28 marca 1915 roku i od 7 kwietnia okręt powrócił do służby.
Na przełomie stycznia i lutego 1915 roku nastąpiła reorganizacja jednostek krążowników liniowych Grand Fleet. Utworzona została Flota Krążowników Liniowych (ang.: Battle Cruiser Fleet) pod dowództwem admirała Beatty'ego oraz trzy eskadry krążowników liniowych. „Lion” został po swoim powrocie do linii okrętem flagowym Dowódcy Floty.
Po bitwie na Dogger Bank nowe dowództwo Hochseeflotte zrezygnowało z wykorzystywania w akcjach bojowych dużych okrętów nawodnych, koncentrując się na działaniach U-Bootów. W efekcie także Grand Fleet, a wraz z nią eskadra admirała Beatty'ego, zamiast działań bojowych, skupiła się na prowadzeniu manewrów, pozostając w gotowości na wypadek ewentualnego ataku.

### Bitwa jutlandzka
W dniach 31 maja i 1 czerwca 1916 roku na wodach Skagerraku odbyła się największa w czasie I wojny światowej bitwa morska, zwana bitwą jutlandzką (w historiografii niemieckiej bitwą na Skagerraku). Doszło do niej na skutek niemal równoczesnego podjęcia akcji zaczepnych przez Hochseeflotte i Grand Fleet. Krążowniki liniowe obydwu stron stanowiły awangardy zespołów floty i starły się jako pierwsze. Admirał Beatty dysponował w podległych mu 1. i 2. Eskadrze Krążowników Liniowych sześcioma okrętami tej klasy (flagowy „Lion”, „Princess Royal”, „Queen Mary”, „Tiger”, „New Zealand” i „Indefatigable”), transportowcem wodnosamolotów, 14 krążownikami lekkimi i 27 niszczycielami. W ślad za nimi podążały cztery nowoczesne drednoty typu Queen Elizabeth 5. Eskadry Pancerników admirała Hugh Evana-Thomasa.
Po nawiązaniu przez lekkie krążowniki kontaktu bojowego z zespołem niemieckim, admirał Beatty nakazał swej eskadrze zwrot na południowy wschód dla przecięcia przeciwnikowi drogi odwrotu. Niestety pancerniki admirała Evana-Thomasa, których obserwatorzy nie dostrzegli sygnału flagowego, podążały wciąż starym kursem, oddalając się od przyszłego pola bitwy. Kolejny sygnał z okrętu flagowego, tym razem nadany przy pomocy reflektora sygnałowego, został wreszcie odczytany i pancerniki zawróciły, płynąc w odległości kilku mil morskich za krążownikami liniowymi. Około godziny później obserwatorzy na „Lionie” nawiązali kontakt wzrokowy z jednostkami 1. Grupy Rozpoznawczej kontradmirała Hippera, które zamierzały wciągnąć Brytyjczyków pod ogień oczekującej w odwodzie Hochseeflotte dowodzonej przez admirała Reinharda Scheera. Okręty obydwu zespołów otworzyły ogień o godzinie 15.48 (czasu GMT), jako pierwsi Niemcy, artylerzyści admirała Beatty'ego w pół minuty później.
W pierwszej fazie bitwy okręty brytyjskie mogły ostrzeliwać przeciwnika jedynie z wież dziobowych. Zgodnie z dokonanym podziałem celów „Lion” wspólnie z „Princess Royal” skoncentrował ogień na flagowym okręcie admirała Hippera, „Lützowie”, jednak był on niecelny. Na domiar złego znów dały o sobie znać kłopoty z prawidłowym rozumieniem sygnałów z okrętu flagowego. Niemieccy artylerzyści okazali się być lepiej wyszkoleni i dysponowali lepszymi przyrządami celowniczymi: już na początku starcia trafione zostały „Lion”, „Princess Royal” oraz „Tiger”, wkrótce potem zatonęły na skutek eksplozji komór amunicyjnych „Indefatigable” i „Queen Mary”.

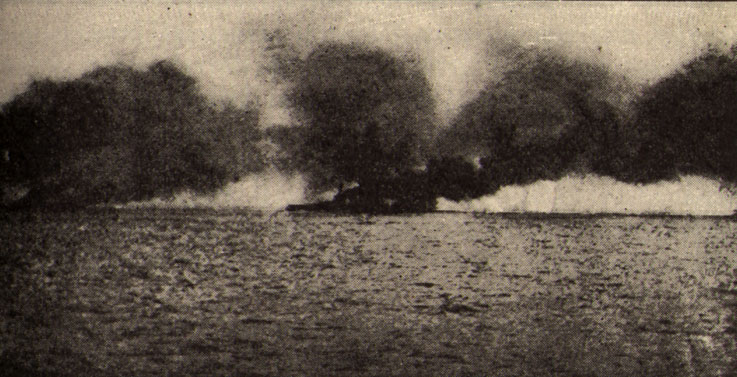
„Lion” trafiony podczas bitwy jutlandzkiej

„Lion” został w krótkim czasie trafiony sześcioma pociskami kalibru 305 mm z „Lützowa”. Jeden z nich trafił o 16.00 w wieżę artyleryjską na śródokręciu (Q), w miejsce łączenia płyty czołowej z dachem nad lewym otworem strzelniczym, penetrując do środka wieży i wybuchając. Pocisk zabił lub ranił całą obsługę wieży, czyniąc ją niezdatną do użytku i wywołując pożar. Okręt uratowała postawa śmiertelnie rannego dowódcy wieży, żołnierza Royal Marines majora Francisa Harveya, który rozkazał zatopić komory amunicyjne. Mimo stłumienia pożaru, o 16.28 tlące się resztki spowodowały wybuch pojemników z ładunkami prochowymi (kordytem) na podnośniku pod wieżą. Siła eksplozji została skierowana w górę i w dół szybu podnośnika, zabijając większość obsady komór amunicyjnych. Szczęśliwie dla okrętu, same komory były już zalane i zamknięte i nie wybuchły. Drugim czynnikiem, który uratował okręt, były ścisłe procedury obsługi komór amunicyjnych wprowadzone na „Lionie” po bitwie na Dogger Bank przez szefa działu artylerii (Chief Gunner) Alexandra Granta, eliminujące gromadzenie oczekujących otwartych pojemników z kordytem w pomieszczeniu podnośników dla zwiększenia szybkostrzelności, co było powszechną (i popieraną przez dowództwo) praktyką na innych brytyjskich okrętach. Wskutek tego, nie doszło do wybuchu dalszych pojemników. Major Harvey został odznaczony pośmiertnie Krzyżem Wiktorii. Podczas walki uszkodzona została również radiostacja „Liona”, co czasowo ograniczyło możliwości dowodzenia pozostałymi okrętami z jego pokładu.
W tym czasie na pole walki dotarły już pancerniki 5. Eskadry, zmuszając celnym ogniem swoich dział kalibru 381 mm okręty niemieckie do odwrotu. Jednak również siły główne Hochseeflotte nadciągnęły na pomoc zespołowi kontradmirała Hippera, co spowodowało, że admirał Beatty rozkazał swym okrętom wycofać się na północ. W kolejnej fazie bitwy jego krążowniki liniowe, prowadzone przez „Liona”, próbowały pociągnąć za sobą główne siły niemieckie prosto na nadpływającą Grand Fleet dowodzoną przez admirała Johna Jellicoe. Po rozwinięciu się brytyjskiej armady w szyk bojowy admirał Beatty ponownie zawrócił, by wzmocniony 3. Eskadrą Krążowników Liniowych kontradmirała Horacego Hooda prowadzić brytyjskie okręty naprzeciw Hochseeflotte. W efekcie ponownie starł się z niemieckimi krążownikami liniowymi. W pojedynku ogniowym Niemcy uzyskali kolejny sukces: po eksplozji komór amunicyjnych zatonął okręt flagowy kontradmirała Hooda, „Invincible”. W dalszej fazie starcia, pojedynku sił głównych obu marynarek, zakończonym wykonaniem przez Niemców zwrotu bojowego w kierunku własnych wybrzeży, „Lion” nie brał już bezpośredniego udziału.
Ogółem podczas bitwy jutlandzkiej okręt wystrzelił 326 pocisków artylerii głównej, uzyskując prawdopodobnie pięć trafień na okrętach przeciwnika oraz siedem niecelnych torped. Sam został trafiony 14 razy przez ciężką artylerię niemiecką. Poza poważnymi uszkodzeniami konstrukcji, trafienia spowodowały duże straty wśród załogi: 99 zabitych i 51 rannych. Pogrzeb poległych odbył się w morzu, w południe 1 czerwca.

### Przebieg służby po bitwie jutlandzkiej
2 czerwca 1916 roku uszkodzony „Lion” zawinął do Rosyth, został odstawiony do stoczni remontowej i pozostawał tam do 26 czerwca. Następnie od 27 czerwca do 7 lipca przebywał w stoczni koncernu Armstronga w Newcastle upon Tyne. W tym czasie zdjęto z okrętu rozbitą wieżę Q, po czym krążownik przeszedł ponownie do stoczni w Rosyth. 19 lipca „Lion”, wciąż pozbawiony wieży na śródokręciu, powrócił do służby jako jednostka flagowa Floty Krążowników Liniowych. Naprawioną wieżę zainstalowano ostatecznie podczas kolejnego pobytu jednostki w stoczni Armstronga we wrześniu 1916 roku.
W połowie sierpnia 1916 roku dowództwo Hochseeflotte po raz kolejny spróbowało wciągnąć w zasadzkę część sił brytyjskich. Tym razem zespół okrętów niemieckich miał ostrzelać Sunderland, a w drodze powrotnej wyprowadzić ewentualny pościg wprost na siły główne. Ostrzeżony przez wywiad admirał Jelllicoe wyszedł w morze 18 sierpnia mając pod bezpośrednim dowództwem 26 pancerników, zaś wiceadmirał Beatty sześć krążowników liniowych (źródła nie podają bezpośrednio ich imiennego wykazu, ale wiadomo, że z siedmiu pozostałych w Royal Navy po bitwie jutlandzkiej okrętów tej klasy, „Indomitable” przez cały sierpień znajdował się w stoczni remontowej) z „Lionem”. Następnego dnia w pewnej chwili obie floty znajdowały się w odległości około 40 mil morskich od siebie, ale do starcia nie doszło, ponieważ ostrzeżony przez własne U-Booty o obecności Grand Fleet admirał Scheer obrał kurs powrotny. Największy sukces podczas tej akcji odniosły właśnie okręty podwodne obydwu stron, na skutek ich działań Grand Fleet straciła dwa krążowniki lekkie: „Nottingham” i „Falmouth”, zaś Hochseeflotte uszkodzony pancernik „Westfalen”.
W listopadzie i grudniu 1916 roku nastąpiły znaczące zmiany na stanowiskach dowódczych w Royal Nawy. Dotychczasowy głównodowodzący Grand Fleet, admirał Jellicoe, został Pierwszym Lordem Morskim Admiralicji, a jego dawne stanowisko objął wiceadmirał Beatty. Nowym dowódcą Floty Krążowników Liniowych został na początku grudnia wiceadmirał William Christopher Pakenham, który również wybrał „Liona” na swój okręt flagowy.
W listopadzie 1917 roku 1. Eskadra Krążowników Liniowych z „Lionem” wzięła udział w osłonie wypadu Grand Fleet w kierunku Zatoki Helgolandzkiej. 17 listopada doszło tam do starcia lekkich okrętów obydwu flot, znanego jako druga bitwa koło Helgolandu. Krążowniki liniowe nie brały bezpośredniego udziału w walce. Do zakończenia wojny Brytyjczycy podejmowali jeszcze kilkakrotnie akcje swych ciężkich okrętów przeciwko siłom niemieckim na Morzu Północnym i u wybrzeży Norwegii, ale nie dochodziło podczas nich do bezpośredniego kontaktu z przeciwnikiem. Po rozejmie w Compiègne, kończącym działania wojenne, „Lion” wraz z innymi jednostkami 1. Eskadry Krążowników Liniowych eskortował poddające się okręty Hochseeflotte w drodze do Scapa Flow (gdzie większość z nich została samozatopiona 21 czerwca 1919 roku).
W 1919 roku „Lion” wszedł w skład Floty Atlantyckiej (ang. Atlantic Fleet) jako okręt flagowy Eskadry Krążowników Liniowych, zaś rok później został przesunięty do rezerwy. W wyniku ustaleń konferencji waszyngtońskiej znalazł się w grupie okrętów przeznaczonych do wycofania, co ostatecznie nastąpiło 30 maja 1922 roku. 31 stycznia 1924 roku okręt został sprzedany firmie rozbiórkowej za 77 tysięcy funtów i złomowany.